# Каравезир Сейид Мехмед-паша
Силахда́р Каравези́р Сейи́д Мехме́д-паша́ (тур. Silahdar Karavezir Seyyid Mehmed Paşa; 1735 — 20 февраля 1781, Стамбул) — османский государственный деятель, великий визирь с 22 августа 1779 по 20 февраля 1781 года.

## Биография
Сейид Мехмед-паша в юности был привезён в Стамбул и поступил на службу во дворец Топкапы, где начал обучение под руководством своего дяди Сулеймана-аги, который работал главным поваром. Затем он поступил на службу в янычары и продолжал своё обучение грамоте. Благодаря хорошему почерку, Сейид Мехмед-паша в 1762 году был зачислен в казначейство Эндеруна в должности второго писаря.
Сейид Мехмед-паша был близким другом шехзаде Абдул-Хамида, который в 1774 году стал новым султаном под именем Абдул-Хамид I. В правление нового султана произошло возвышение Сейида Мехмеда-паши, который активно участвовал в государственном управлении. В августе 1779 года султан Абдул-Хамид I назначил его на должность великого визиря. Сейид Мехмед-паша занимался обучением турецкой армии и снабжением войск, а также разработал систему, которая позволила повысить доходы государства, чем заслужил признание султана.
Скончался 20 февраля 1781 года от неизвестной болезни, а по другой версии от тифа. После погребальной молитвы в Новой мечети Сейид Мехмед-паша был похоронен на кладбище Хамдие в Бачекапы.

## Благотворительность
По его приказу в родном селе Арапсун был построен комплекс, который включал в себя мечеть, медресе, лавки и шесть фонтанов.